# Ⲁ
Cette page contient des caractères spéciaux ou non latins. S’ils s’affichent mal (▯, ?, etc.), consultez la page d’aide Unicode.
Ne doit pas être confondu avec la lettre grecque alpha.
Ⲁ (minuscule : ⲁ), appelé alpha, est une lettre de l’alphabet copte utilisée dans l’écriture du copte, de l’ancien nubien ou du nobiin.

## Représentations informatiques
L’alpha copte a été représenté avec les mêmes caractères que l’alpha grec jusqu’à la publication d’Unicode 4.1 en mars 2005, à partir de laquelle il est représenté avec des caractères qui lui sont propres. Il peut donc être représenté à l’aide des caractères (Grec et copte, Copte) suivants, :
| lettres   | représentations | chaînes de caractères | points de code | descriptions                   | note               |
| --------- | --------------- | --------------------- | -------------- | ------------------------------ | ------------------ |
| majuscule | Α               | Α                     | U+0391         | lettre majuscule grecque alpha | avant Unicode 4.1  |
| minuscule | α               | α                     | U+03B1         | lettre minuscule grecque alpha | avant Unicode 4.1  |
| majuscule | Ⲁ               | Ⲁ                     | U+2C80         | lettre majuscule copte alpha   | depuis Unicode 4.1 |
| minuscule | ⲁ               | ⲁ                     | U+2C81         | lettre minuscule copte alpha   | depuis Unicode 4.1 |